# Mount Imhotep
Mount Imhotep är ett berg i Antarktis. Det ligger i Västantarktis. Argentina, Chile och Storbritannien gör anspråk på området. Toppen på Mount Imhotep är 645 meter över havet.
Terrängen runt Mount Imhotep är bergig västerut, men österut är den kuperad. En vik av havet är nära Mount Imhotep åt sydost. Trakten är obefolkad. Det finns inga samhällen i närheten.